# Macasinia
Macasinia là một chi bướm đêm thuộc phân họ Tortricinae trong họ Tortricidae.

## Các loài
- Macasinia furcata Razowski & Pelz, 2001
- Macasinia minifurcata Razowski & Becker, 2002
- Macasinia mirabilana Razowski & Becker, 2002